# ダーグ・イェンセン
ダーグ・イェンセン（Dag Jensen）は、ノルウェーのホルテン出身のファゴット奏者。ハノーファー音楽演劇大学教授。

## 経歴
ロバート・ロネス(en:Robert Rønnes)の手ほどきを受け、11歳よりファゴットを始める。その後、オスロのノルウェー国立音楽大学で学ぶ。16歳でベルゲン交響楽団に入団し、直後に副首席奏者を務め、1985年から1988年までバンベルク交響楽団の、1988年から1997年までケルン放送交響楽団の首席奏者を務めた。1997年よりハノーファー音楽演劇大学教授を務めている。現在、水戸室内管弦楽団、サイトウ・キネン・オーケストラのメンバーとして活動中。

## 受賞
- 1984年 ノルウェー青少年音楽コンクール 優勝
- 1984年 ミュンヘン国際音楽コンクール 第2位（1位なし）受賞
- 1990年 ミュンヘン国際音楽コンクール 第2位（1位なし）受賞